# И̂
И̂ и̂(I with circumflex)는 키릴 문자의 일종이다. 이 문자는 우데게어 문자에서 사용된다. 이 문자는 가장 흔한 알파벳 버전인 하바롭스크 버전에서 만들어지고 사용되었다. 이 문자는 19세기에 우크라이나어 알파벳에 포함될 것을 제안받았다.

## 사용법
M. O. 막시모비치는 우크라이나의 옛 철자를 보존하기 위해 어원학 철자법 원칙에 기반하여 우크라이나어 알파벳에 사용할 새로운 글자들을 제안했다. 제안된 글자 중 하나가 И̂였다.
이 글자는 일부 불가리아어 및 세르비아어 방언에서도 사용된다(си̂н).